# أنتونيلا براغاليا
أنتونيلا براغاليا (مواليد 4 فبراير 1973) كانت لاعبة كرة طائرة إيطالية. كانت عضو في منتخب إيطاليا لكرة الطائرة للسيدات. تنافست مع المنتخب الوطني في الألعاب الأولمبية الصيفية عام 2000 التي أقيمت في سيدني، أستراليا، وحصل الفريق على المركز التاسع. 

## روابط خارجية
- إيفانز, هيلاري; جيرد, أريلد; هيجمانز, جيرون; مالون, بل. "أنتونيلا براغاليا". على موقع Sports-Reference.com (بالإنجليزية). سبورتس رفرنس. Archived from the original on 2020-04-18.
- http://www.legavolleyfemminile.it/؟page_id=194&idat=BRA-ANT-73
- [http://ftp.worldofvolley.com/wov-community/players/2886/antonella-bragaglia.html%5Bوصلة+مكسورة%5D http://ftp.worldofvolley.com/wov-community/players/2886/antonella-bragaglia.html٪5B٪5D]
- http://sport.repubblica.it/news/sport/volley-a2-donne-nocera-ingaggia-antonella-bragaglia/1624723؟refresh_ce